# Gusztáv kitesz magáért
A Gusztáv kitesz magáért a Gusztáv című rajzfilmsorozat negyedik évadjának hatodik része.

## Rövid tartalom
Gusztáv, mint vendég, igyekszik hasznossá tenni magát, és ez kellemetlen a vendéglátóknak. Végül kidobják.

## Alkotók
- Rendezte: Jankovics Marcell, Vásárhelyi Magda
- Írta: Jankovics Marcell
- Dramaturg: Lehel Judit
- Zenéjét szerezte: Deák Tamás
- Operatőr: Klausz András
- Kamera: Cselle László
- Hangmérnök: Bársony Péter
- Vágó: Czipauer János
- Tervezte: Vásárhelyi Magda
- Háttér: Szoboszlay Péter
- Képterv: Kovács István
- Rajzolták: Orbán Anna, Rosta Géza
- Színes technika: Kun Irén
- Gyártásvezető: Doroghy Judit
- Produkciós vezető: Imre István

A Magyar Televízió megbízásából a Pannónia Filmstúdió készítette.